# Camirus
Camirus is een geslacht van wantsen uit de familie van de Scutelleridae (Pantserwantsen). Het geslacht werd voor het eerst wetenschappelijk beschreven door Carl Stål in 1862.

## Soorten
Het genus bevat de volgende soorten:

- Camirus conicus (Germar, 1839)
- Camirus consocius (Uhler, 1876)
- Camirus impressicollis Stål, 1862
- Camirus moestus (Stål, 1862)
- Camirus porosus (Germar, 1839)